# جوشوا راي
جوشوا راي (بالإنجليزية: Joshua Ray)‏ هو موسيقي أمريكي، ولد في 16 يناير 1991 في سياتل في الولايات المتحدة.